# Ley Hortensia
La Ley Hortensia (Lex Hortensia en latín) fue una ley de la República romana promulgada durante el conflicto entre patricios y plebeyos de 287 a. C. para que este se solucionara.

«... es por esto que los patricios decían no estar obligados por los plebiscitos, ya que su autoridad no intervenía en ellos...»
 Gayo. Institutas 1, 3.

Con la aparición de la Lex Hortensia se estableció que los plebiscitos obligaban a la totalidad del populus, asimilándolos, de esta manera a las leyes.
Esta ley daba a los plebiscitos plebeyos la categoría de ley, desapareciendo el problema del estado plebeyo, pero creando uno más grande, un bloqueo político al haber dos sistemas con la misma capacidad de elaborar y aprobar leyes.
A partir de esta ley se elimina la auctoritas patrum, se designa a las decisiones votadas por los concilios con el nombre de lex. No obstante, se habrían distinguido los plebiscitos de las leges rogatae, dictadas por los comicios, porque los primeros tienen un solo nombre, el del tribuno proponente, como la lex Cincia, mientras que la ley comicial llevaba dos, el de ambos cónsules, caso de la lex Papia Poppaea.
Algunos plebiscitos ya recibían la denominación de ley, como el caso de la lex Aquilia (286 a. C.).